# 勝鹿村
勝鹿村（かつしかむら）は茨城県猿島郡に属していた村。

## 地理
現在の古河市の北部、旧総和町の北西部に位置する。
- 河川 - 向堀川

## 歴史
- 1943年（昭和18年）- 上辺見に三菱（東日本）重工業株式会社茨城機器製作所が移転してくる。
- 1954年（昭和29年）- 三菱重工工場撤収の跡地に古河保安隊設置開庁（現・陸上自衛隊古河駐屯地）

### 沿革
- 1889年（明治22年）4月1日 - 町村制施行により、上辺見村、下辺見村、大堤村、女沼村、西牛谷村、東牛谷村が合併し西葛飾郡勝鹿村が成立する。
- 1896年（明治29年）3月29日 - 西葛飾郡と猿島郡が統合され猿島郡となる。
- 1955年（昭和30年）3月16日 - 香取村、桜井村、岡郷村と合併し総和村となる。同日勝鹿村廃止。
- 1968年（昭和43年）1月1日 - 総和村が町制施行し総和町となる。
- 2005年（平成17年）9月12日 - 総和町が古河市、三和町と合併し新古河市となる。

変遷表
| 1868年 以前         | 1868年 以前 | 1868年 以前 | 明治22年 4月1日 | 明治29年 3月29日 | 明治29年 3月29日 | 昭和30年 3月16日 | 昭和43年 1月1日 | 平成17年 9月12日 | 現在   |
| ------------------- | ----------- | ----------- | --------------- | ---------------- | ---------------- | ---------------- | --------------- | ---------------- | ------ |
| 葛飾郡 （西葛飾郡） |             | 下辺見村    | 勝鹿村          | 猿島郡 に編入    | 勝鹿村           | 総和村           | 町制            | 古河市           | 古河市 |
| 葛飾郡 （西葛飾郡） | 上辺見村    |             | 勝鹿村          | 猿島郡 に編入    | 勝鹿村           | 総和村           | 町制            | 古河市           | 古河市 |
| 葛飾郡 （西葛飾郡） | 東牛谷村    |             | 勝鹿村          | 猿島郡 に編入    | 勝鹿村           | 総和村           | 町制            | 古河市           | 古河市 |
| 葛飾郡 （西葛飾郡） | 西牛谷村    |             | 勝鹿村          | 猿島郡 に編入    | 勝鹿村           | 総和村           | 町制            | 古河市           | 古河市 |
| 葛飾郡 （西葛飾郡） | 女沼村      |             | 勝鹿村          | 猿島郡 に編入    | 勝鹿村           | 総和村           | 町制            | 古河市           | 古河市 |
| 葛飾郡 （西葛飾郡） | 大堤村      |             | 勝鹿村          | 猿島郡 に編入    | 勝鹿村           | 総和村           | 町制            | 古河市           | 古河市 |

## 大字
- 上辺見（かみへみ）
- 下辺見（しもへみ）
- 大堤（おおつつみ）
- 女沼（おなぬま）
- 西牛谷（にしうしがや）
- 東牛谷（ひがしうしがや）

## 人口・世帯

### 人口
総数 [単位： 人]
| 1891年（明治24年） | 2,860 |
| 1911年（明治44年） | 3,170 |
| 1920年（大正 9年） | 3,203 |
| 1935年（昭和10年） | 3,439 |
| 1950年（昭和25年） | 5,925 |

### 世帯
総数 [単位： 世帯]
| 1920年（大正 9年） | 519   |
| 1935年（昭和10年） | 536   |
| 1950年（昭和25年） | 1,025 |

## 交通

### 道路
- 二級国道
  - 国道125号